# Horace Finaly

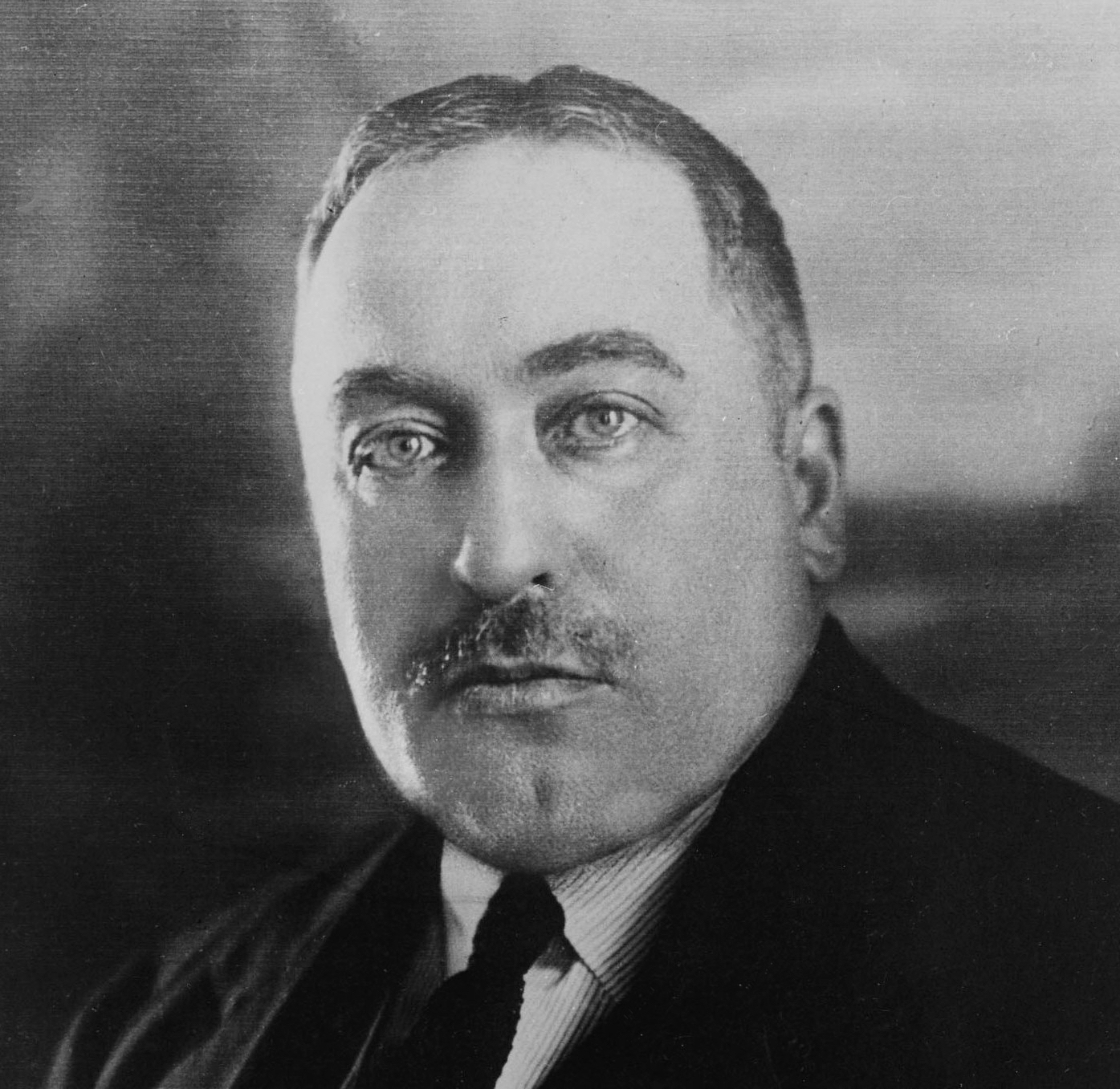
Horace Finaly (1871-1945)

Horace Finaly (Budapest, 30 de mayo de 1871 - Nueva York, 19 de mayo de 1945) fue un banquero francés, director general de la Banque de Paris et des Pays-Bas, (Paribas) entre 1919 y 1937. Impuso su política y su filosofía de los negocios mediante el enorme poder de que disponía el banco que dirigía.

## Biografía
Cursó sus estudios en el Lycée Condorcet. Sus restos permanecen en el cementerio del Père-Lachaise, en París, no demasiado lejos del lugar donde fue uno de los señores del momento.